# Goslawitz (Guttentag)

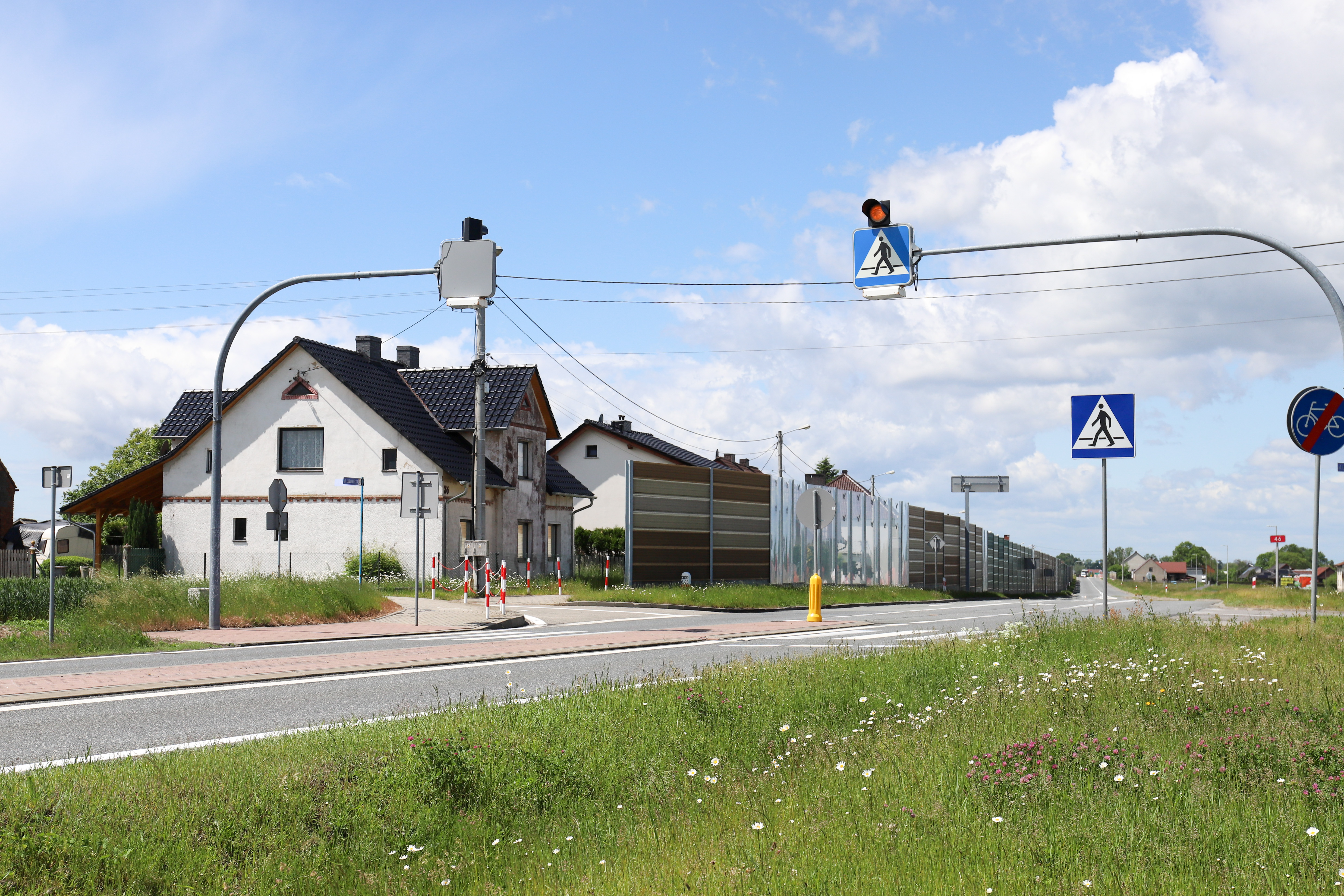
Blick auf die Landesstraße 46 durch Goslawitz

Goslawitz, polnisch Gosławice (1936–1945: Goselgrund), ist ein Ort in der Stadt- und Landgemeinde Guttentag im Powiat Oleski der Woiwodschaft Opole in Polen.

## Geographie
Goslawitz liegt rund drei Kilometer östlich von Guttentag, 17 Kilometer südlich von  Olesno (Rosenberg O.S.) und 40 Kilometer östlich von Opole (Oppeln).

## Geschichte
Der Ort wurde 1783 im Buch Beyträge zur Beschreibung von Schlesien als Goslawi(t)z erwähnt, gehörte einem Herrn von Stürmer und lag in der Herrschaft Lublinitz und hatte ein herrschaftliches Vorwerk, 16 Bauern, neun Gärtner und eine Mühle. 1865 hatte Goslawitz fünf Bauern, zehn Freibauern, neun Freigärtner und sechs Häusler. Ein weiterer Teil der Einwohner arbeitete als Klasterschläger im herrschaftlichen Wald.
Goslawitz verblieb nach der Volksabstimmung in Oberschlesien am 20. März 1921 beim Deutschen Reich. Bis 1945 befand sich der Ort im Landkreis Loben (zwischenzeitlich im Landkreis Guttentag).
Als Folge des Zweiten Weltkrieges kam der Ort 1945 an Polen, wurde anschließend der Woiwodschaft Schlesien angeschlossen und in Gosławice umbenannt. Der Landkreis Rosenberg OS wurde in Powiat Oleski umbenannt. 1950 kam der Ort zur Woiwodschaft Opole. Von 1975 bis 1998 befand sich der Ort in der Woiwodschaft Częstochowa (Tschenstochau). 1975 wurde der Powiat Oleski aufgelöst. 1999 kam der Ort zur Woiwodschaft Opole und zum wiedergegründeten Powiat Oleski. Am 4. Juli 2008 erhielt der Ort zusätzlich den amtlichen deutschen Ortsnamen Goslawitz.

## Bildung
In Goslawitz gibt es eine zweisprachige Bildungseinrichtung des Vereins Pro Liberis Silesiae mit einem Kindergarten und einer Grundschule mit Unterricht in polnischer und deutscher Sprache für die deutsche Minderheit.